# Marlène Morel-Petitgirard
Pour les articles homonymes, voir Morel et Petitgirard.
Marlène Morel-Petitgirard, née le 2 mai 1988, est une coureuse cycliste française spécialiste de cyclo-cross.

## Biographie
Spécialiste du cyclo-cross, Marlène Morel-Petitgirard pratique le cyclisme depuis 20ans.
Membre de l'équipe S1NEO Connect Cycling Team fondée par Francis Mourey depuis 2018, elle est plusieurs fois sélectionnée en equipe de France sur Route et Cyclo-cross au cours de sa carrière. Elle participe notamment aux Championnats d'Europe sur route en 2006 à Valkenburg, aux championnats du Monde cyclo cross a Hoogerheide en 2014 et à la Flèche Wallonne en 2016. 
Marlène Morel-Petitgirard est maman de deux enfants, Elouan et Emmie. 
Elle travaille dans l'horlogerie en tant que décolleteuse en Suisse parallèlement à sa carrière de cycliste.

## Palmarès en cyclo-cross
- 2010-2011
  - 3e de la coupe de France
- 2011-2012
  - 2e de la coupe de France
- 2012-2013
  - Süpercross Baden
  - Hittnau
  - 2e de la coupe de France
  - 3e du GP-5-Sterne-Region
- 2013-2014
  - Wiesbaden
- 2015-2016
  - 3e du championnat de France
- 2017-2018
  - Radcross Illnau
- 2018-2019
  - 2e de la Coupe de France
- 2023-2024
  - Cyclo-cross International d'Auxerre, Auxerre

## Palmarès sur route
- 2006
  - 3e de la coupe de France juniors